# Le Coq
Le Coq-sur-Mer
 (juin 2017).
Si vous disposez d'ouvrages ou d'articles de référence ou si vous connaissez des sites web de qualité traitant du thème abordé ici, merci de compléter l'article en donnant les références utiles à sa vérifiabilité et en les liant à la section « Notes et références ».
Pour les articles homonymes, voir Le Coq (homonymie) et Haan.
Le Coq (en néerlandais : De Haan, anciennement Den Haan ou Den Haene), appelé également Le Coq-sur-Mer, est une commune néerlandophone de Belgique située en Région flamande dans la province de Flandre-Occidentale. Il s'agit d'une station balnéaire sur la mer du Nord.

## Sections de la commune
| # | Section        | Superf. (km²) | Habitants (2020) | Habitants par km² | Code INS |
| - | -------------- | ------------- | ---------------- | ----------------- | -------- |
| 1 | Klemskerke (I) | 20,42         | 6.544            | 320               | 35029A   |
| 2 | Vlissegem (II) | 16,71         | 2.098            | 126               | 35029B   |
| 3 | Wenduine (III) | 4,87          | 4.056            | 833               | 35029C   |

### Localités
De Haan (IV), Vosseslag (V), Harendijke (VI)

### Carte

Le Coq, communes fusionnées et voisines. Les zones en jaune représentent les agglomérations.

### Communes limitrophes
- a. Blankenberge (stad Blankenberge)
- b. Uitkerke (stad Blankenberge)
- c. Nieuwmunster (gemeente Zuienkerke)
- d. Houtave (gemeente Zuienkerke)
- e. Stalhille (gemeente Jabbeke)
- f. Ettelgem (stad Oudenburg)
- g. Oudenburg (stad Oudenburg)
- h. Bredene (gemeente Bredene)

## La légende du coq
L'équipage d'un navire en perdition a retrouvé le chemin de la terre ferme et fut sauvé en entendant le chant puissant d'un coq qui, ayant fourni un si grand effort, en est mort.

## Héraldique
|  | La commune possède des armoiries qui lui ont été octroyées le 10 décembre 1986. Elles sont une combinaison d'un meuble, un coq (haan en néerlandais) dans le coin supérieur gauche. Le marsouin provient des armes de Wenduine, alors que le centre montre les armoiries de l'ancien village de Vlissegem. Cette croix apparaît aussi dans les armoiries de Klemskerke. Blasonnement : Chapé ployé; en 1 d'azur à un coq hardi et chantant d'argent, barbé, becqué,lampassé, crêté et membré de gueules; en 2 d'argent à une croix de gueules, vidée et recerclée, accompagnée de quatre canettes de sable; en 3 de sable à un marsouin d'argent transpercé par deux harpons d'or passés en sautoir. Source du blasonnement : Heraldy of the World. |

|  | L'ancienne commune de Wenduine possédait des armoiries qui lui avaient été octroyées le 12 juin 1936. Elles étaient inspirées par le sceau de la guilde des pêcheurs de 1425. Ce sceau montrait un bateau de pêche avec sur le mât un petit bouclier avec un marsouin à deux lances. La devise était : "Med tarpoen zonder pardoen (avec un harpon et sans remords). Blasonnement : De sable avec un marsouin en argent percé de deux harpons d'or inclinés vers le bas. Source du blasonnement : Heraldy of the World. |

|  | L'ancienne commune de Klemskerke possédait des armoiries qui lui avaient été octroyées le 18 juin 1845. Elles montraient une croix, inspirées de celle des Chevaliers Templiers. La région était, pour une longue période au cours Au Moyen Âge, une possession de ces chevaliers. Quelques villages dans l'ancien Vincx Ambacht utilisaient les mêmes armoiries qui se différenciaient dans le nombre de canettes. Vincx Ambacht, Vincx pouvant se traduire par canette. Le Vincx Ambacht était une partie du Franc de Bruges (Vrije van Brugge), un grand territoire entourant la ville de Bruges mais ne lui appartenant pas, d'où son nom. Ces différentes armoiries sont déjà mentionnées dans les plans du Franc-Bruges par Pourbus en 1562. Blasonnement : D'argent à la crois recercelée & vidée de gueules. Source du blasonnement : Heraldy of the World. |

## Population et démographie
La commune compte environ 12 000 habitants, dont environ 5 200 dans la station balnéaire du Coq, environ 4 000 à Wenduine et le reste à Klemskerke, Vosseslag, Harendijke et Vlissegem.

### Évolution démographique
Graphe de l'évolution de la population de la commune (la commune du Coq-sur-Mer étant née de la fusion des anciennes communes de Klemskerke, de Vlissegem et de Wenduine, les données ci-après intègrent les trois communes dans les données avant 1977).
- Source: DGS , de 1831 à 1981=recensements population; à partir de 1990 = nombre d'habitants chaque 1 janvier[8]

## Le Coq-sur-Mer, centre balnéaire

### Historique
L'État possédait à Klemskerke - Le Coq-sur-Mer des dunes domaniales dont une partie a été donnée en concession à une société privée afin de développer une nouvelle station balnéaire essentiellement destinée à des Bruxellois francophones. Le 22 juillet 1888, la station balnéaire était officiellement inaugurée et son premier hôtel ouvert. Un arrêté royal daté du 29 juillet 1889 confirma un bail emphytéotique de 90 ans entre l’État belge et messieurs Edouard Colinet, Adolphe Popp et Albert Passenbronder pour la location de 50 ha de dunes à Vlissegem et Klemskerke et qui prendra le nom de La Concession. Les termes de l'acte imposait que les villas soient isolées, entourées de jardin, les routes gazonnées, agrémentées de plantations.

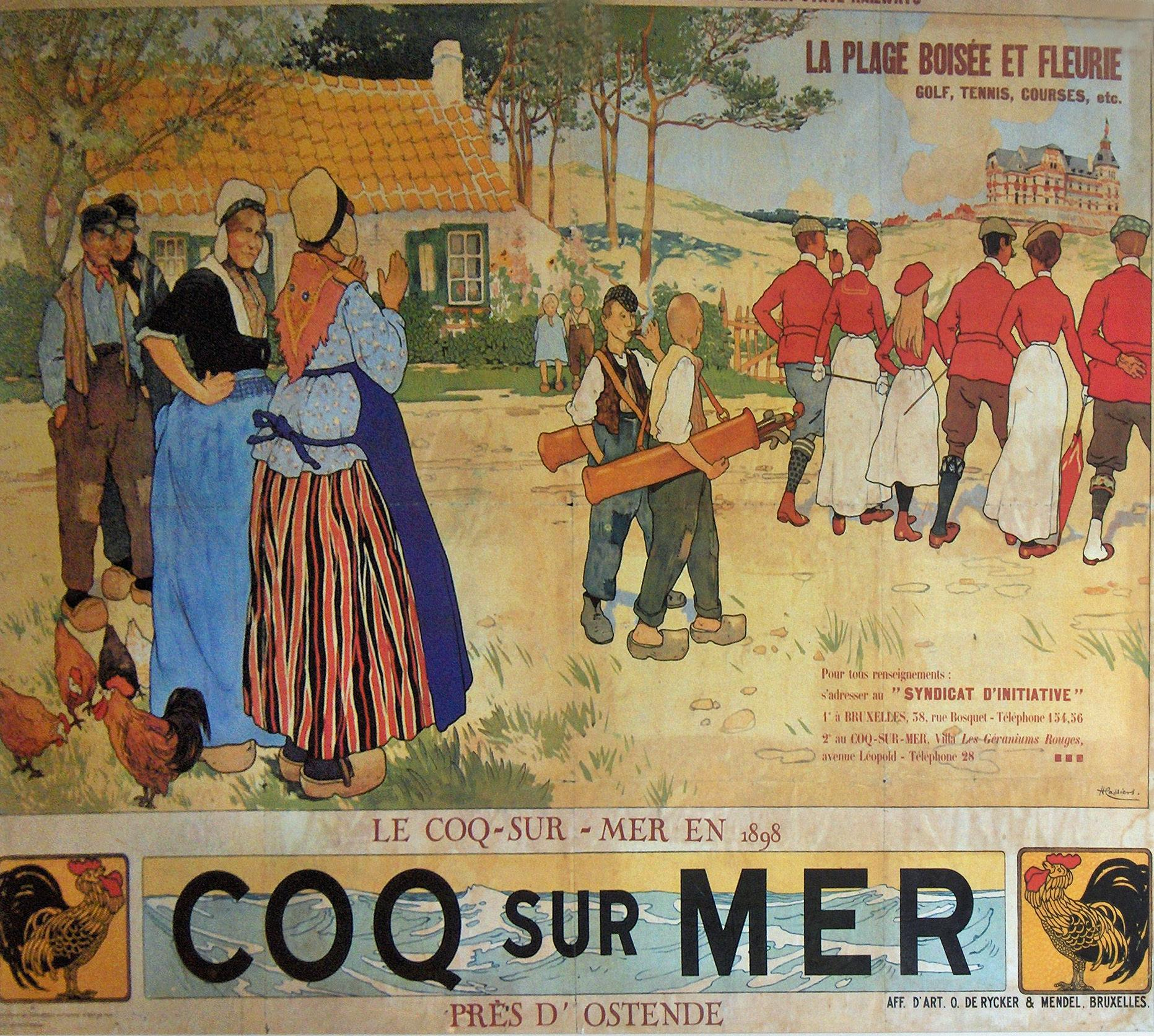
Affiche « Le Coq-sur-Mer »
par Henri Cassiers (1898).

Colinet décédé en 1890, son épouse vendit la concession à Léon Herreboudt de Bruxelles qui l'a immédiatement revendue à Delphin Depuydt, notaire et bourgmestre de Gistel. La première Société anonyme du Coq-sur-Mer fut alors fondée. Par deux fois cette première concession fut agrandie, en 1904 de 3 ha 40 a et en 1912 de 15 ha. Une nouvelle société fut constituée en 1911 après la liquidation de la première.
En outre, le roi proposa la construction d'une centaine de villas de style anglo-normand qui seront louées par bail de longue durée à des propriétaires privés. Ces villas portent encore pour la plupart leur nom originel en français. La ville d’Arcachon servit de modèle à Josef Stübben, l’urbaniste et conseiller du roi Léopold II, pour les plans de cette nouvelle zone urbanistique.
Dans les années 1970, une interdiction de construire a empêché les grands promoteurs immobiliers de défigurer le paysage de la cité balnéaire qui garde ainsi son charme Belle Époque.
Jusqu'en 1976, Le Coq-sur-Mer n'était pas une commune mais était une cité balnéaire faisant partie des communes de Vlissegem et de Klemskerke. Lors de la fusion des communes de 1977, ces deux communes ainsi que Wenduine formèrent la nouvelle entité du Coq-sur-Mer.
Avec ses petites cabines, essentiellement en bois, la plus longue plage de la côte belge (12 kilomètres), Le Coq-sur-Mer est le prototype de la station balnéaire populaire. Elle est bordée par un cordon de dunes, dont celle de Wenduine, la deuxième plus haute du pays (31 mètres).
Sainte Monique est la sainte patronne du Coq-sur-Mer.

## Transports

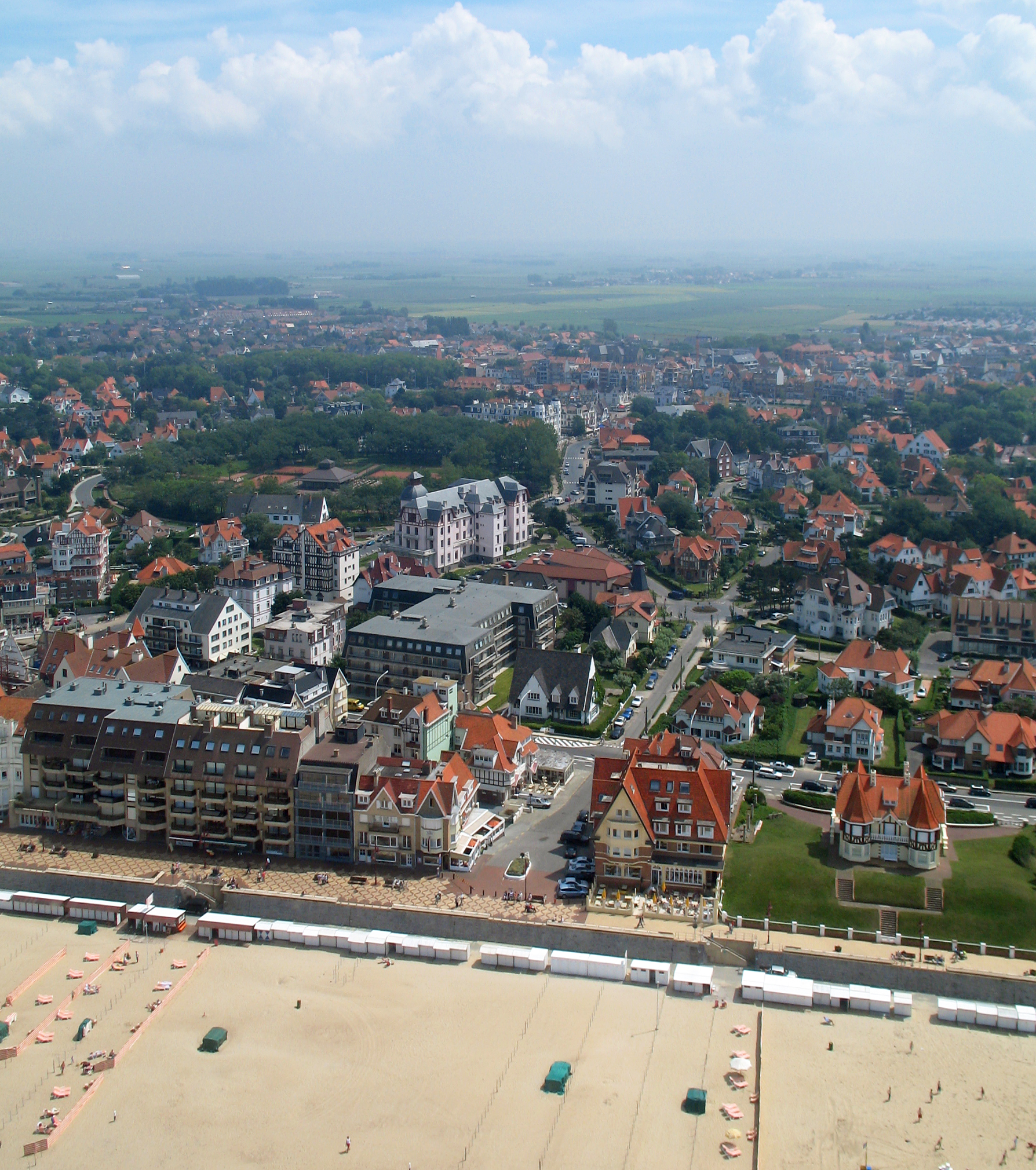
Le Coq : la plage et une partie de La Concession

Le Coq-sur-Mer est desservi par le tramway de la côte belge appelé en néerlandais De Kusttram (Le Tram de la Côte) qui parcourt les cités côtières entre La Panne et Knokke.

## Résidents célèbres
- Björn Hendrickx, champion de Belgique en aviron, en deux de couple
- Marva, chanteuse

### Personnalités ayant fréquenté Le Coq-sur-Mer

#### Albert Einstein
Après un séjour aux États-Unis en tant que professeur invité, le physicien prix Nobel Albert Einstein débarqua à Anvers en mars 1933. Comme le NSDAP, le parti d'Adolf Hitler, venait de remporter les élections ce même mois, Einstein et sa femme décidèrent de ne pas rentrer en Allemagne et s'installèrent au Coq-sur-Mer dans la partie gauche de la double villa Savoyarde, située au n° 5 de l'avenue Shakespeare. Plus tard, ses belles-filles Ilse et Margot, son assistant Walther Mayer et sa secrétaire Helen Dukas vinrent vivre avec eux. Einstein y recevra la visite de nombreux diplomates, politiciens, savants et artistes dont le peintre James Ensor avec lequel il se liera d'amitié,.
Sa tête ayant été mise à prix par les nazis et estimant donc la situation trop dangereuse, Einstein quitte Le Coq-sur-Mer incognito pour l'Angleterre le 9 septembre 1933 avant de s'installer définitivement aux États-Unis en octobre de la même année.
Aujourd'hui, on trouve une statue du physicien dans un parc de la ville, en mémoire de son passage.

#### Autres villégiateurs
- Le roi Léopold II et la famille royale
- L’impératrice Zita (1892-1989), impératrice d'Autriche-Hongrie
- Valerius De Saedeleer (1867-1941), peintre
- James Ensor, (1860-1949), peintre
- Alfons Blomme (1889–1979), peintre, quitte Uccle le 29 novembre 1929 pour s’installer avec son épouse Kaatje à la villa Martha le long du Driftweg. Il deviendra l'ami d'Einstein et en fera son portrait.
- Henri Cassiers (1858-1944), illustrateur et affichiste, qui a réalisé en 1898 l'affiche Coq-sur-Mer
- Maurice Maeterlinck (1862-1949), écrivain
- Émile Verhaeren (1855-1916), écrivain
- Stefan Zweig (1881-1942), écrivain et dramaturge autrichien
- Jean Graton (1923-), dessinateur de bandes dessinées
- Caroline Boussart (1891-1837), fondatrice et rédactrice en chef du Journal de Bruges
- Jean d'Ardenne (1839-1919), alias de Léon Dommartin, journaliste et écrivain belge
- Kim Clijsters (1983-), joueuse de tennis, en 2011
- Albert Ballieu (1916-2009), papetier renommé de Saint-Josse-ten-Noode et sa famille

## Bâtiments remarquables
- La gare du tram de la côte, conçue par l'architecte Georges Dhaeyer, construite en 1902 en remplacement d'une première gare surnommée « De blekken statie » (La gare en tôles), elle combine avec élégance les éléments de style normand, Art nouveau et Art déco. Classée, elle abrite l'Office du tourisme
- Nombreuses villas de style anglo-normand, la plupart classées
- Des hôtels de style anglo-normand ou Belle Époque, comme l'Astoria ou le Grand Hôtel
- Villas munies de petits balcons, tourelles et colombages et aux toits de tuiles orange, les « Pottelberg »
- Une trentaine de commerces « d'époque »
- Le Préventorium marin, fondé en 1923 afin de soigner la tuberculose, sous le haut patronage royal et avec le soutien financier de plusieurs industriels dont Ernest Solvay, architecte Georges Dedoyard

## Manifestations folkloriques
- Trammelant, chaque premier samedi d'août, autour du thème de la Belle-Époque[12]

## Sites remarquables
- La réserve naturelle de 150 hectares De Kijkuit, située à proximité du bois de dunes créé par l'architecte-paysagiste Louis Van der Swaelmen en 1918, où poussent pensées sauvages, iris mauves, argousiers, bouquets de sureaux, pins maritimes, chênes rouvres…
- Le Royal Ostend Golf Club à Klemskerke, créé à l'initiative du roi Léopold II et inauguré le 1er juillet 1903. C'est un « link » car il s'agit d'un parcours au bord de mer situé dans une zone dunaire.

## Galerie

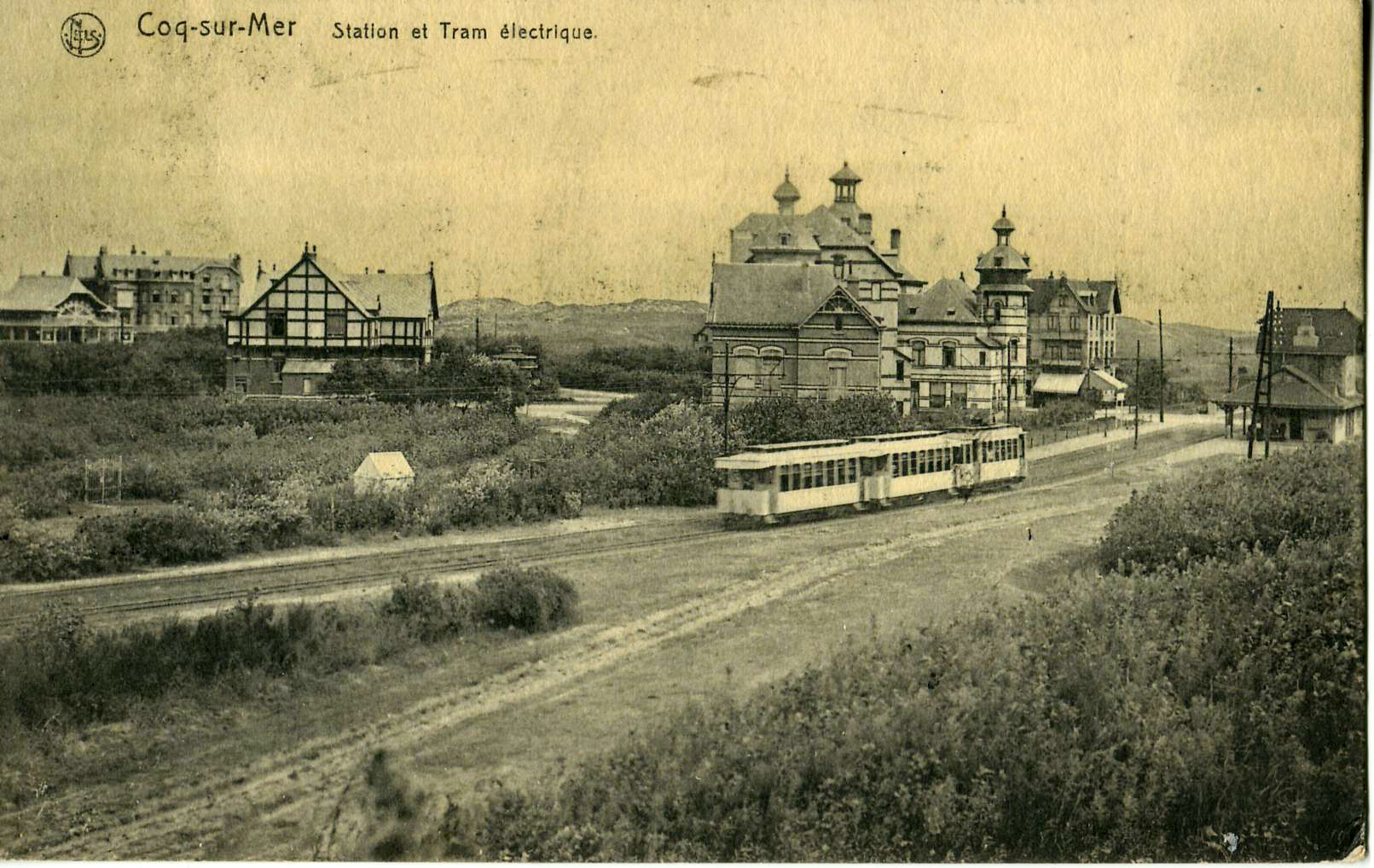
La desserte de la station par le tramway de la côte belge en favorisa le développement.
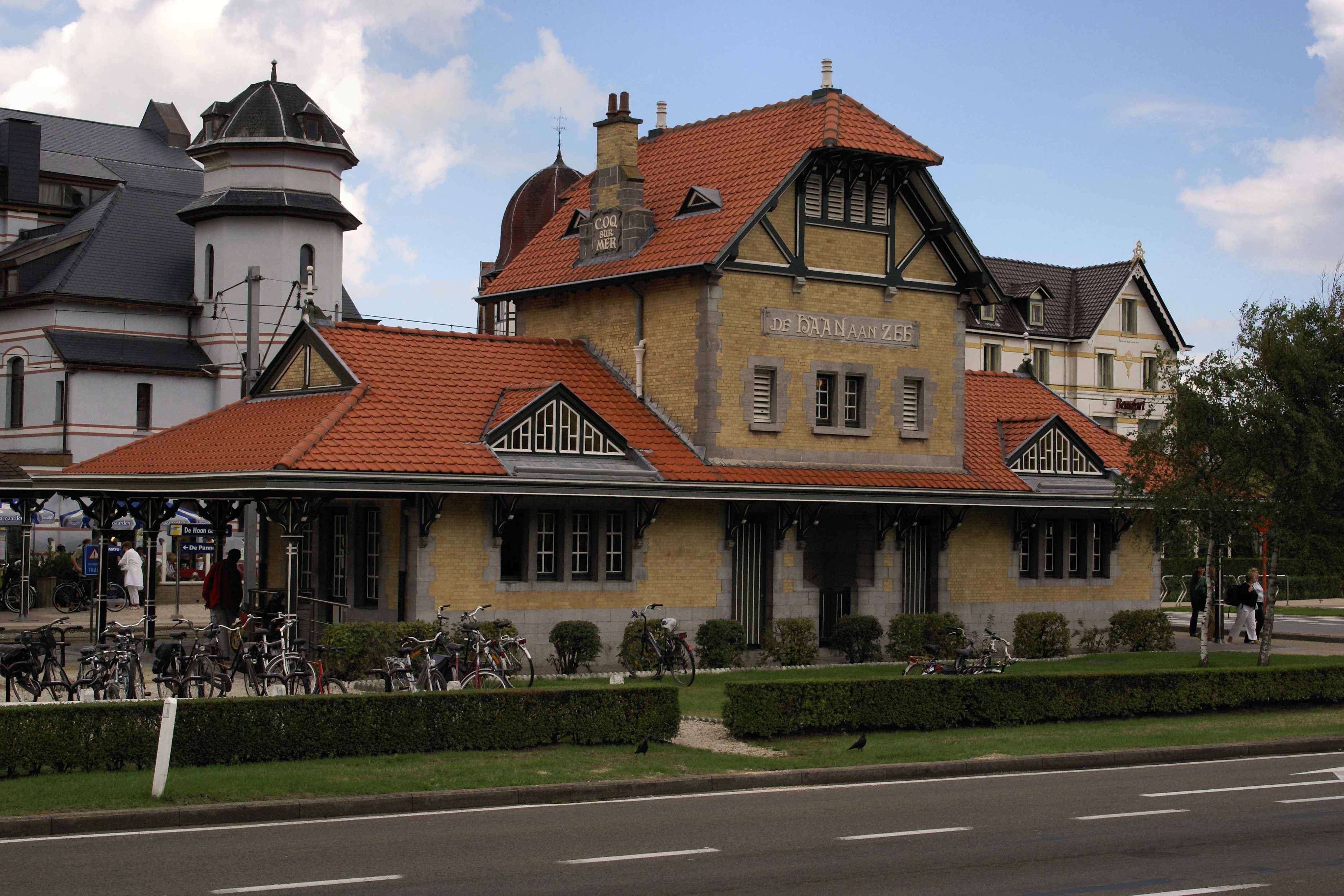
Gare de tram au Coq-sur-Mer.
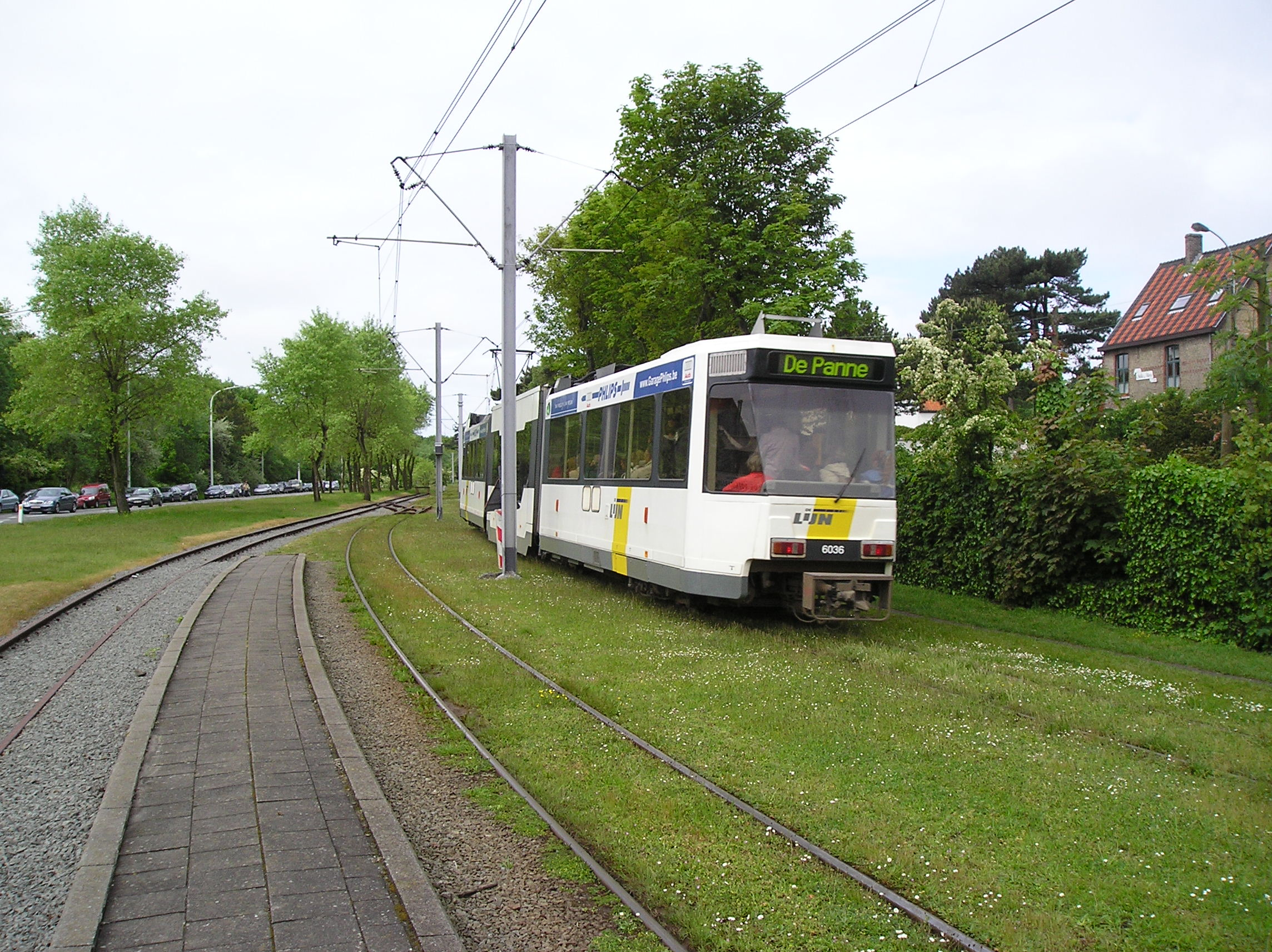
Le tram de la côte.
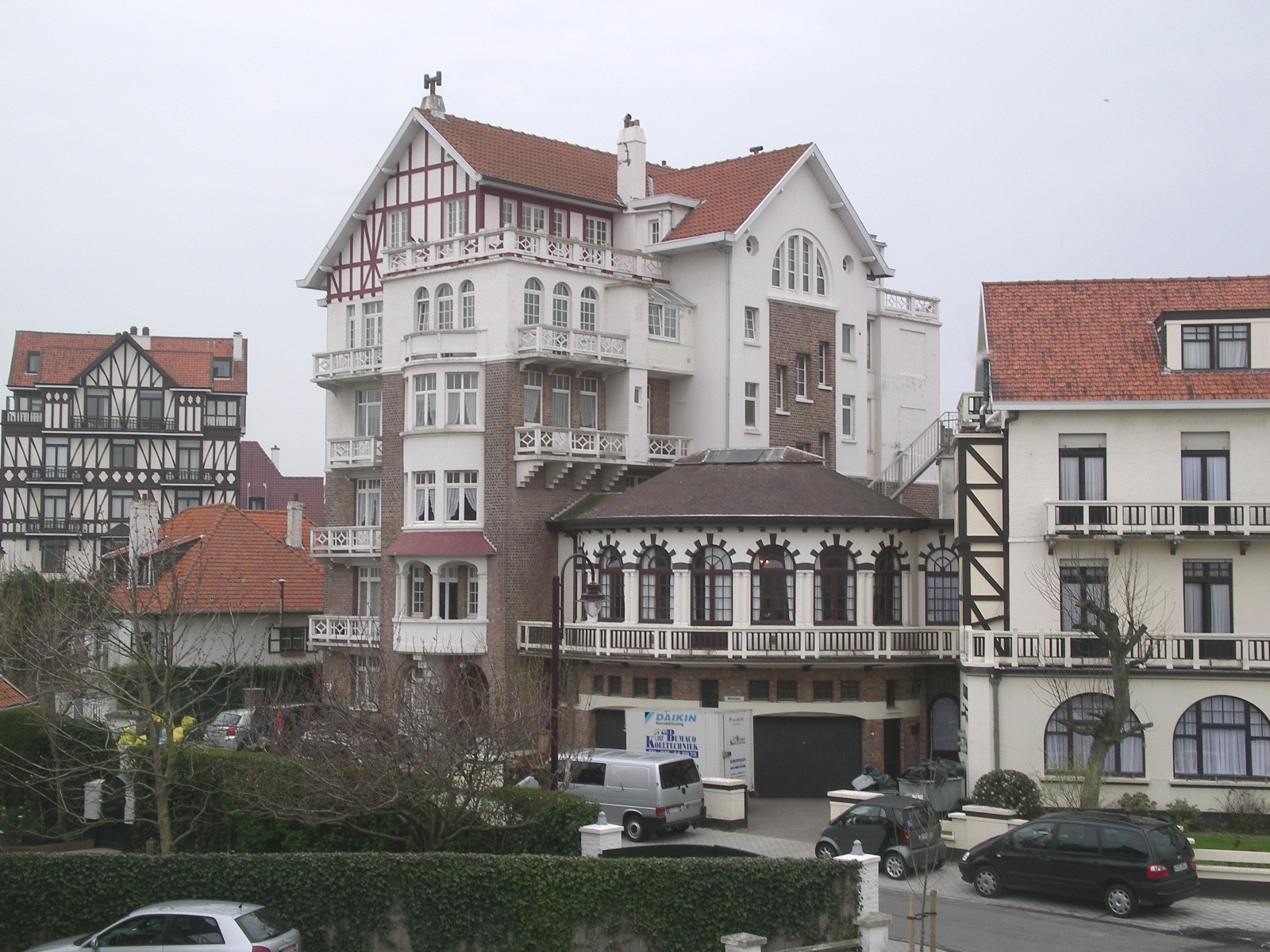
Une rue de La Concession.
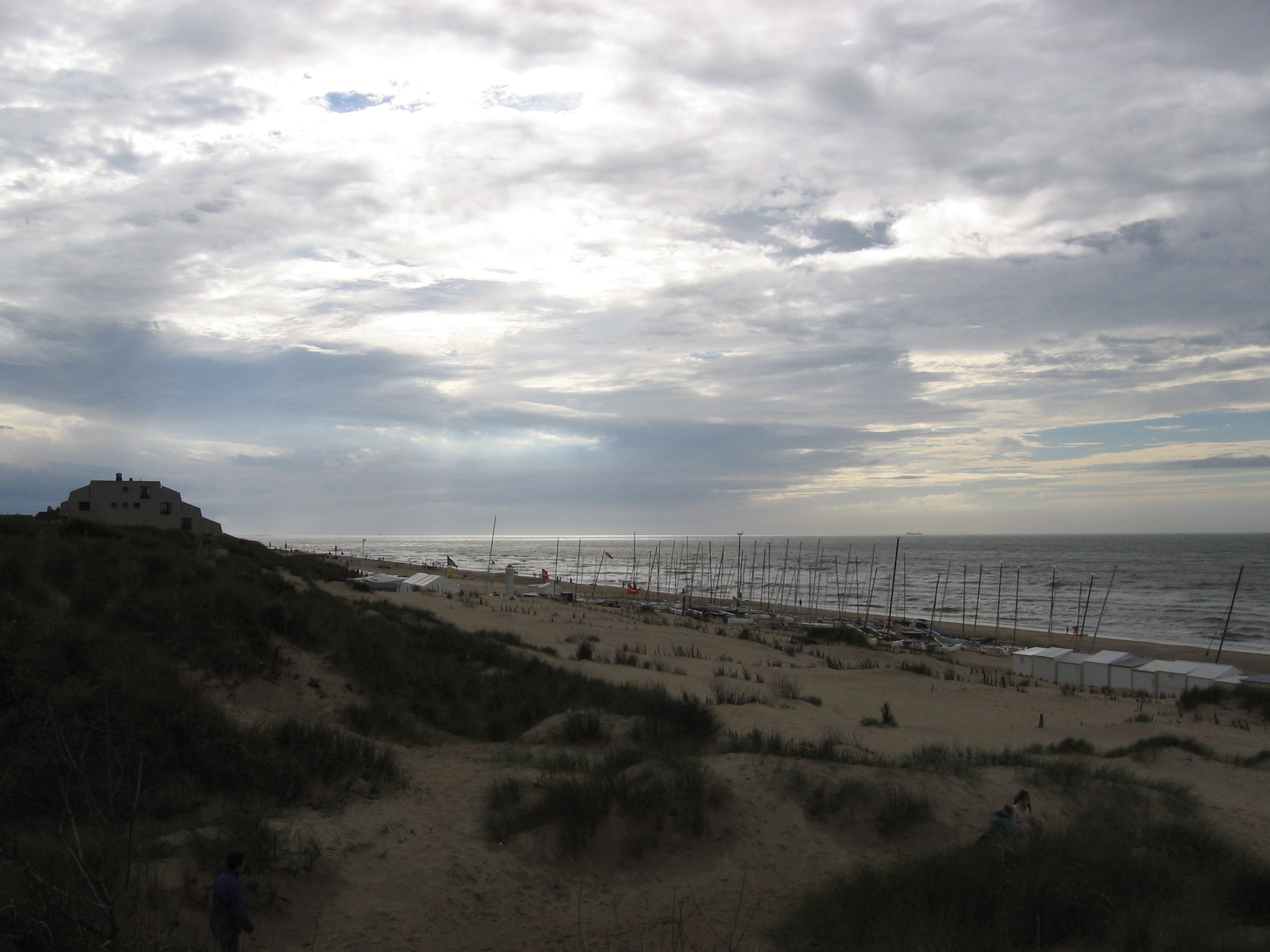
La plage du Coq-sur-Mer.
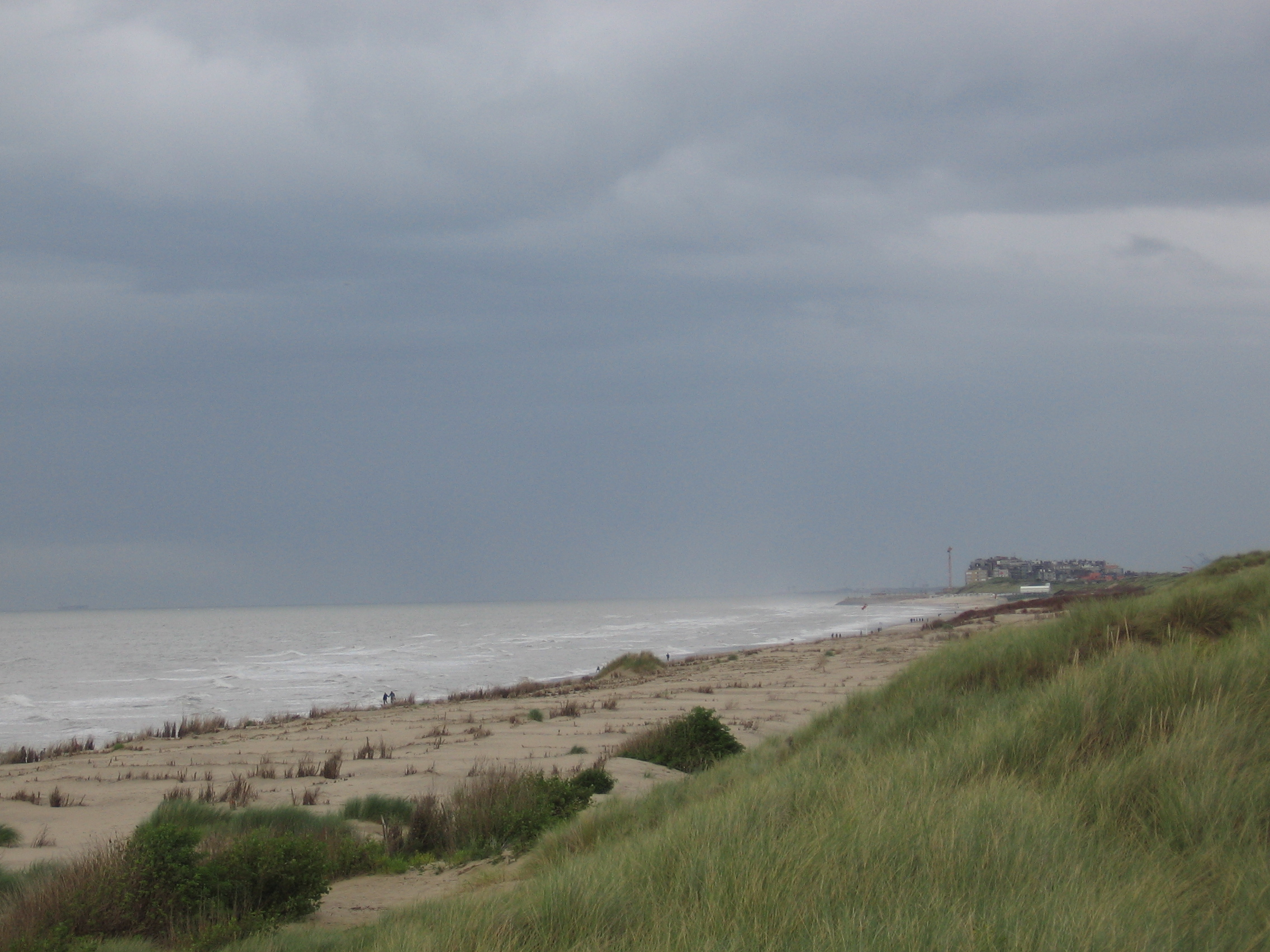
La plage entre Le Coq-sur-Mer et Wenduine (station balnéaire visible à l'arrière-plan).
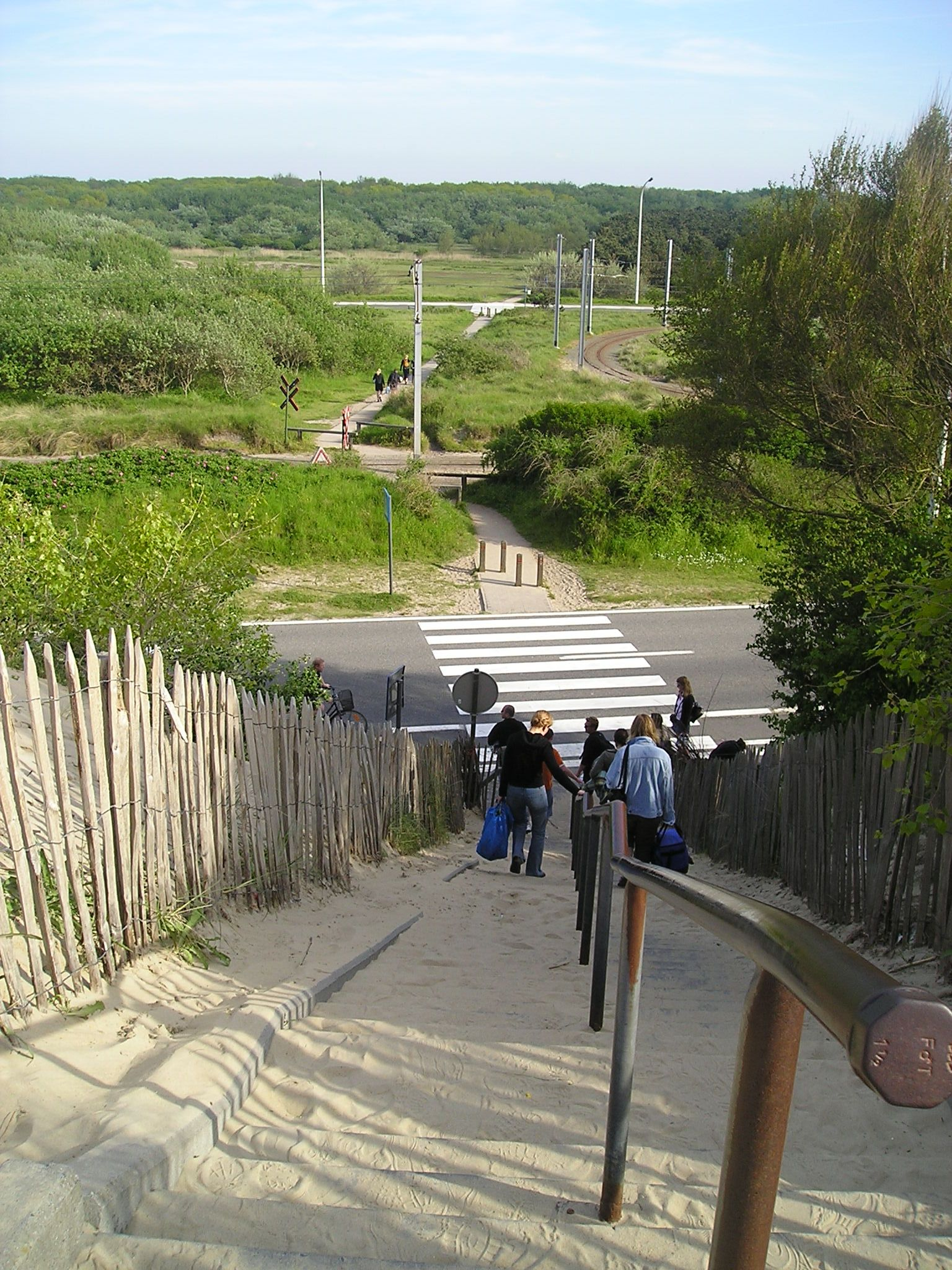
Les dunes du Coq-sur-Mer.
Panorama du point de vue de la plage de la commune du Le Coq-sur-Mer.

### Filmographie
- Quelques scènes du film Franz (1971) de Jacques Brel ont été tournées au Coq-sur-Mer.